# Charlie Puth/Diskografie
Diese Diskografie ist eine Übersicht über die musikalischen Werke des US-amerikanischen Sängers und Songwriters Charlie Puth. Den Quellenangaben und Schallplattenauszeichnungen zufolge hat er bisher mehr als 77,3 Millionen Tonträger verkauft, davon alleine in seiner Heimat über 48 Millionen. Seine erfolgreichste Veröffentlichung ist die von ihm verfasste Single See You Again mit über 20,7 Millionen verkauften Einheiten.

## Alben

### Studioalben
| Jahr | Titel Musiklabel                           | Höchstplatzierung, Gesamtwochen, AuszeichnungChartplatzierungen (Jahr, Titel, Musiklabel, Platzierungen, Wochen, Auszeichnungen, Anmerkungen) | Höchstplatzierung, Gesamtwochen, AuszeichnungChartplatzierungen (Jahr, Titel, Musiklabel, Platzierungen, Wochen, Auszeichnungen, Anmerkungen) | Höchstplatzierung, Gesamtwochen, AuszeichnungChartplatzierungen (Jahr, Titel, Musiklabel, Platzierungen, Wochen, Auszeichnungen, Anmerkungen) | Höchstplatzierung, Gesamtwochen, AuszeichnungChartplatzierungen (Jahr, Titel, Musiklabel, Platzierungen, Wochen, Auszeichnungen, Anmerkungen) | Höchstplatzierung, Gesamtwochen, AuszeichnungChartplatzierungen (Jahr, Titel, Musiklabel, Platzierungen, Wochen, Auszeichnungen, Anmerkungen) | Anmerkungen                                                 |
| Jahr | Titel Musiklabel                           | DE | AT | CH | UK | US | Anmerkungen                                                 |
| ---- | ------------------------------------------ | --- | --- | --- | --- | --- | ----------------------------------------------------------- |
| 2016 | Nine Track Mind Artist Partner Group (WMG) | DE36 (2 Wo.)DE | AT17 (6 Wo.)AT | CH10 (24 Wo.)CH | UK6 Platin · (50 Wo.)UK | US6 ×2Doppelplatin · (97 Wo.)US | Erstveröffentlichung: 29. Januar 2016 Verkäufe: + 2.610.000 |
| 2018 | Voicenotes Artist Partner Group (WMG)      | DE14 (3 Wo.)DE | AT19 (3 Wo.)AT | CH4 (8 Wo.)CH | UK4 Silber · (9 Wo.)UK | US4 Platin · (27 Wo.)US | Erstveröffentlichung: 11. Mai 2018 Verkäufe: + 1.305.000    |
| 2022 | Charlie Atlantic Records (WMG)             | DE92 (1 Wo.)DE | AT55 (1 Wo.)AT | CH32 (2 Wo.)CH | UK9 (2 Wo.)UK | US10 (6 Wo.)US | Erstveröffentlichung: 7. Oktober 2022                       |

### EPs
| Jahr | Titel Musiklabel                             | Höchstplatzierung, Gesamtwochen, AuszeichnungChartplatzierungen (Jahr, Titel, Musiklabel, Platzierungen, Wochen, Auszeichnungen, Anmerkungen) | Höchstplatzierung, Gesamtwochen, AuszeichnungChartplatzierungen (Jahr, Titel, Musiklabel, Platzierungen, Wochen, Auszeichnungen, Anmerkungen) | Höchstplatzierung, Gesamtwochen, AuszeichnungChartplatzierungen (Jahr, Titel, Musiklabel, Platzierungen, Wochen, Auszeichnungen, Anmerkungen) | Höchstplatzierung, Gesamtwochen, AuszeichnungChartplatzierungen (Jahr, Titel, Musiklabel, Platzierungen, Wochen, Auszeichnungen, Anmerkungen) | Höchstplatzierung, Gesamtwochen, AuszeichnungChartplatzierungen (Jahr, Titel, Musiklabel, Platzierungen, Wochen, Auszeichnungen, Anmerkungen) | Anmerkungen                            |
| Jahr | Titel Musiklabel                             | DE | AT | CH | UK | US | Anmerkungen                            |
| ---- | -------------------------------------------- | --- | --- | --- | --- | --- | -------------------------------------- |
| 2010 | The Otto Tunes Selbstverlag                  | — | — | — | — | — | Erstveröffentlichung: 2. Dezember 2010 |
| 2013 | Ego Selbstverlag                             | — | — | — | — | — | Erstveröffentlichung: 23. Oktober 2013 |
| 2015 | Some Type of Love Artist Partner Group (WMG) | — | — | — | — | US37 (20 Wo.)US | Erstveröffentlichung: 1. Mai 2015      |
| 2017 | Spotify Singles Artist Partner Group (WMG)   | — | — | — | — | — | Erstveröffentlichung: 23. August 2017  |

## Singles

### Als Leadmusiker
| Jahr | Titel Album                                           | Höchstplatzierung, Gesamtwochen, AuszeichnungChartplatzierungen (Jahr, Titel, Album, Platzierungen, Wochen, Auszeichnungen, Anmerkungen) | Höchstplatzierung, Gesamtwochen, AuszeichnungChartplatzierungen (Jahr, Titel, Album, Platzierungen, Wochen, Auszeichnungen, Anmerkungen) | Höchstplatzierung, Gesamtwochen, AuszeichnungChartplatzierungen (Jahr, Titel, Album, Platzierungen, Wochen, Auszeichnungen, Anmerkungen) | Höchstplatzierung, Gesamtwochen, AuszeichnungChartplatzierungen (Jahr, Titel, Album, Platzierungen, Wochen, Auszeichnungen, Anmerkungen) | Höchstplatzierung, Gesamtwochen, AuszeichnungChartplatzierungen (Jahr, Titel, Album, Platzierungen, Wochen, Auszeichnungen, Anmerkungen) | Anmerkungen                                                                         |
| Jahr | Titel Album                                           | DE | AT | CH | UK | US | Anmerkungen                                                                         |
| --- | ----------------------------------------------------- | --- | --- | --- | --- | --- | ----------------------------------------------------------------------------------- |
| 2015 | Marvin Gaye Nine Track Mind / Some Type of Love       | DE15 Platin · (34 Wo.)DE | AT3 Gold · (32 Wo.)AT | CH2 Platin · (35 Wo.)CH | UK1 ×2Doppelplatin · (33 Wo.)UK | US21 ×4Vierfachplatin · (20 Wo.)US | Erstveröffentlichung: 10. Februar 2015 Verkäufe: + 6.761.900; feat. Meghan Trainor  |
| 2015 | Nothing but Trouble (Instagram Models) 808 Soundtrack | — | — | — | — | US86 (7 Wo.)US | Erstveröffentlichung: 30. Juni 2015 mit Lil Wayne                                   |
| 2015 | One Call Away Nine Track Mind                         | DE30 Gold · (18 Wo.)DE | AT8 (17 Wo.)AT | CH10 Gold · (28 Wo.)CH | UK26 Platin · (28 Wo.)UK | US12 ×4Vierfachplatin · (26 Wo.)US | Erstveröffentlichung: 20. August 2015 Verkäufe: + 6.287.100                         |
| 2016 | Suffer (Vince Staples & AndreaLo Remix) –             | — | — | — | — | — | Erstveröffentlichung: 27. Januar 2016                                               |
| 2016 | We Don’t Talk Anymore Nine Track Mind                 | DE52 Gold · (16 Wo.)DE | AT23 (17 Wo.)AT | CH16 Gold · (30 Wo.)CH | UK14 ×2Doppelplatin · (25 Wo.)UK | US9 ×5Fünffachplatin · (24 Wo.)US | Erstveröffentlichung: 24. Mai 2016 Verkäufe: + 8.468.333; feat. Selena Gomez        |
| 2016 | Dangerously Nine Track Mind                           | — | — | — | UK— SilberUK | US— GoldUS | Erstveröffentlichung: 24. Oktober 2016 Verkäufe: + 730.000                          |
| 2017 | Attention Voicenotes                                  | DE9 ×3Dreifachgold · (35 Wo.)DE | AT11 Gold · (30 Wo.)AT | CH6 Platin · (42 Wo.)CH | UK9 ×2Doppelplatin · (31 Wo.)UK | US5 ×6Sechsfachplatin · (40 Wo.)US | Erstveröffentlichung: 21. April 2017 Verkäufe: + 10.878.333                         |
| 2017 | How Long Voicenotes                                   | DE42 Gold · (21 Wo.)DE | AT45 (8 Wo.)AT | CH20 (24 Wo.)CH | UK9 Platin · (18 Wo.)UK | US21 ×3Dreifachplatin · (24 Wo.)US | Erstveröffentlichung: 5. Oktober 2017 Verkäufe: + 4.865.000                         |
| 2018 | Done for Me Voicenotes                                | DE100 (1 Wo.)DE | — | CH55 (1 Wo.)CH | UK45 Silber · (12 Wo.)UK | US53 Platin · (9 Wo.)US | Erstveröffentlichung: 15. März 2018 Verkäufe: + 1.440.000; feat. Kehlani            |
| 2018 | Change Voicenotes                                     | — | — | — | — | — | Erstveröffentlichung: 26. März 2018 feat. James Taylor                              |
| 2018 | The Way I Am Voicenotes                               | — | — | — | — | US61 Platin · (7 Wo.)US | Erstveröffentlichung: 24. Juli 2018 Verkäufe: + 1.135.000                           |
| 2018 | Easier (Remix) –                                      | — | — | — | — | — | Erstveröffentlichung: 13. August 2019 mit 5 Seconds of Summer                       |
| 2018 | I Warned Myself –                                     | — | — | — | — | — | Erstveröffentlichung: 23. August 2019                                               |
| 2018 | Mother –                                              | — | — | — | — | — | Erstveröffentlichung: 12. September 2019                                            |
| 2018 | Cheating on You –                                     | — | — | — | — | — | Erstveröffentlichung: 1. Oktober 2019                                               |
| 2020 | Free Der einzig wahre Ivan O.S.T.                     | — | — | — | — | — | Erstveröffentlichung: 24. Juni 2020                                                 |
| 2020 | Girlfriend –                                          | — | — | — | — | — | Erstveröffentlichung: 26. Juni 2020                                                 |
| 2020 | Hard on Yourself –                                    | — | — | — | — | — | Erstveröffentlichung: 14. August 2020 mit Blackbear                                 |
| 2022 | Light Switch Charlie                                  | DE62 (12 Wo.)DE | AT49 Gold · (10 Wo.)AT | CH40 (17 Wo.)CH | UK25 Gold · (16 Wo.)UK | US27 Platin · (15 Wo.)US | Erstveröffentlichung: 20. Januar 2022 Verkäufe: + 1.845.000                         |
| 2022 | That’s Hilarious Charlie                              | — | — | — | UK100 (1 Wo.)UK | — | Erstveröffentlichung: 8. April 2022                                                 |
| 2022 | Left and Right Charlie                                | DE61 (2 Wo.)DE | AT71 (1 Wo.)AT | CH46 (1 Wo.)CH | UK41 Silber · (6 Wo.)UK | US22 Gold · (17 Wo.)US | Erstveröffentlichung: 24. Juni 2022 Verkäufe: + 860.000; mit Jungkook               |
| 2022 | Smells Like Me Charlie                                | — | — | — | — | — | Erstveröffentlichung: 2. September 2022                                             |
| 2023 | That’s Not How This Works (Sabrina’s Version) –       | — | — | — | — | — | Erstveröffentlichung: 14. April 2023 feat. Sabrina Carpenter & Dan + Shay           |
| 2023 | Angel Pt. II Fast X O.S.T.                            | — | — | — | — | — | Erstveröffentlichung: 15. Juni 2023 Verkäufe: + 20.000; mit Jvke, Jimin & Muni Long |
| 2024 | December 25th –                                       | DE78 (1 Wo.)DE | — | — | — | — | Erstveröffentlichung: 8. November 2024                                              |
| Folgende Lieder erschienen nicht als Single, wurden aber durch das Album zum Download und Streaming bereitgestellt und konnten somit eine Platzierung erlangen: |                                                       | | | | | |                                                                                     |
| |                                                       | | | | | |                                                                                     |
| 2022 | Obsessed Funk Wav Bounces Vol. 2                      | — | — | — | UK71 (1 Wo.)UK | — | Charteinstieg: 18. August 2022 mit Calvin Harris & Shenseea                         |

### Als Gastmusiker
| Jahr | Titel Album                             | Höchstplatzierung, Gesamtwochen, AuszeichnungChartplatzierungen (Jahr, Titel, Album, Platzierungen, Wochen, Auszeichnungen, Anmerkungen) | Höchstplatzierung, Gesamtwochen, AuszeichnungChartplatzierungen (Jahr, Titel, Album, Platzierungen, Wochen, Auszeichnungen, Anmerkungen) | Höchstplatzierung, Gesamtwochen, AuszeichnungChartplatzierungen (Jahr, Titel, Album, Platzierungen, Wochen, Auszeichnungen, Anmerkungen) | Höchstplatzierung, Gesamtwochen, AuszeichnungChartplatzierungen (Jahr, Titel, Album, Platzierungen, Wochen, Auszeichnungen, Anmerkungen) | Höchstplatzierung, Gesamtwochen, AuszeichnungChartplatzierungen (Jahr, Titel, Album, Platzierungen, Wochen, Auszeichnungen, Anmerkungen) | Anmerkungen                                                                                |
| Jahr | Titel Album                             | DE | AT | CH | UK | US | Anmerkungen                                                                                |
| --- | --------------------------------------- | --- | --- | --- | --- | --- | ------------------------------------------------------------------------------------------ |
| 2015 | See You Again Fast & Furious 7 (O.S.T.) | DE1 Diamant · (53 Wo.)DE | AT1 ×2Doppelplatin · (30 Wo.)AT | CH1 ×2Doppelplatin · (50 Wo.)CH | UK1 ×4Vierfachplatin · (38 Wo.)UK | US1 ×4Diamant + Vierfachplatin · (52 Wo.)US                                                                                              | Erstveröffentlichung: 10. März 2015 Verkäufe: + 20.782.000; Wiz Khalifa feat. Charlie Puth |
| 2017 | Nobody 2016 –                           | — | — | — | — | — | Erstveröffentlichung: 3. Februar 2017 Lotus & Ricky Dillon feat. Charlie Puth              |
| 2018 | Sober The Beautiful & Damned            | — | — | — | — | US— GoldUS | Erstveröffentlichung: 9. März 2018 Verkäufe: + 540.000; G-Eazy feat. Charlie Puth          |
| 2020 | I Hope (Remix) –                        | — | — | — | UK84 Gold · (3 Wo.)UK | US3 (62 Wo.)US | Erstveröffentlichung: 17. April 2020 Verkäufe: + 400.000; Gabby Barrett feat. Charlie Puth |
| 2020 | Summer Feelings –                       | — | — | — | UK79 (7 Wo.)UK | US— GoldUS | Erstveröffentlichung: 6. Mai 2020 Verkäufe: + 540.000; Lennon Stella feat. Charlie Puth    |
| 2024 | Lose My Breath –                        | — | — | — | UK97 (1 Wo.)UK | US90 (1 Wo.)US | Erstveröffentlichung: 10. Mai 2024 Stray Kids feat. Charlie Puth                           |
| Folgende Lieder erschienen nicht als Single, wurden aber durch das Album zum Download und Streaming bereitgestellt und konnten somit eine Platzierung erlangen: |                                         | | | | | |                                                                                            |
| |                                         | | | | | |                                                                                            |
| 2016 | Oops Glory Days                         | — | — | — | UK41 Gold · (13 Wo.)UK | — | Erstveröffentlichung: 18. November 2016 Verkäufe: + 405.000; Little Mix feat. Charlie Puth |

## Videoalben
- 2015: Apple Music Festival: London 2015

## Autorenbeteiligungen
| Jahr | Titel Interpretation                                | Höchstplatzierung, Gesamtwochen, AuszeichnungChartplatzierungen (Jahr, Titel, Interpretation, Platzierungen, Wochen, Auszeichnungen, Anmerkungen) | Höchstplatzierung, Gesamtwochen, AuszeichnungChartplatzierungen (Jahr, Titel, Interpretation, Platzierungen, Wochen, Auszeichnungen, Anmerkungen) | Höchstplatzierung, Gesamtwochen, AuszeichnungChartplatzierungen (Jahr, Titel, Interpretation, Platzierungen, Wochen, Auszeichnungen, Anmerkungen) | Höchstplatzierung, Gesamtwochen, AuszeichnungChartplatzierungen (Jahr, Titel, Interpretation, Platzierungen, Wochen, Auszeichnungen, Anmerkungen) | Höchstplatzierung, Gesamtwochen, AuszeichnungChartplatzierungen (Jahr, Titel, Interpretation, Platzierungen, Wochen, Auszeichnungen, Anmerkungen) | Anmerkungen                                                  |
| Jahr | Titel Interpretation                                | DE | AT | CH | UK | US | Anmerkungen                                                  |
| ---- | --------------------------------------------------- | --- | --- | --- | --- | --- | ------------------------------------------------------------ |
| 2015 | Slow Motion Trey Songz                              | — | — | — | UK— SilberUK | US26 ×3Dreifachplatin · (26 Wo.)US | Erstveröffentlichung: 20. Januar 2015 Verkäufe: + 3.305.000  |
| 2016 | Trouble Offaiah                                     | — | — | — | UK29 Gold · (16 Wo.)UK | — | Erstveröffentlichung: 27. Juli 2016 Verkäufe: + 400.000      |
| 2017 | So Good Zara Larsson feat. Ty Dolla Sign            | DE99 (1 Wo.)DE | — | CH89 (1 Wo.)CH | UK44 (4 Wo.)UK | — | Erstveröffentlichung: 27. Januar 2017 Verkäufe: + 145.000    |
| 2017 | Bedroom Floor Liam Payne                            | DE100 (1 Wo.)DE | AT69 (1 Wo.)AT | CH95 (1 Wo.)CH | UK21 Gold · (13 Wo.)UK | US98 (1 Wo.)US | Erstveröffentlichung: 20. Oktober 2017 Verkäufe: + 495.000   |
| 2018 | You Can Cry Marshmello & Juicy J feat. James Arthur | — | — | — | UK91 (1 Wo.)UK | — | Erstveröffentlichung: 4. Mai 2018                            |
| 2019 | So Am I Ava Max                                     | DE21 Gold · (18 Wo.)DE | AT26 Platin · (19 Wo.)AT | CH18 Platin · (26 Wo.)CH | UK13 Platin · (16 Wo.)UK | US— PlatinUS | Erstveröffentlichung: 7. März 2019 Verkäufe: + 2.815.000     |
| 2019 | Easier 5 Seconds of Summer                          | — | AT58 (1 Wo.)AT | CH66 (1 Wo.)CH | UK27 Silber · (9 Wo.)UK | US48 Platin · (16 Wo.)US | Erstveröffentlichung: 23. Mai 2019 Verkäufe: + 1.555.000     |
| 2019 | Small Talk Katy Perry                               | — | — | CH91 (1 Wo.)CH | UK43 (6 Wo.)UK | US81 (1 Wo.)US | Erstveröffentlichung: 9. August 2019 Verkäufe: + 105.000     |
| 2019 | Harleys in Hawaii Katy Perry                        | — | — | CH72 (1 Wo.)CH | UK45 Silber · (4 Wo.)UK | US— GoldUS | Erstveröffentlichung: 16. Oktober 2019 Verkäufe: + 1.220.000 |

## Statistik

### Chartauswertung
|                     | DE    | AT    | CH    | UK    | US    |
| ------------------- | ----- | ----- | ----- | ----- | ----- |
| Nummer-eins-Alben   | DE—DE | AT—AT | CH—CH | UK—UK | US—US |
| Top-10-Alben        | DE—DE | AT—AT | CH2CH | UK3UK | US3US |
| Alben in den Charts | DE3DE | AT3AT | CH3CH | UK3UK | US4US |

|                       | DE     | AT    | CH    | UK     | US     |
| --------------------- | ------ | ----- | ----- | ------ | ------ |
| Nummer-eins-Singles   | DE1DE  | AT1AT | CH1CH | UK2UK  | US1US  |
| Top-10-Singles        | DE2DE  | AT3AT | CH4CH | UK4UK  | US4US  |
| Singles in den Charts | DE10DE | AT8AT | CH9CH | UK15UK | US13US |

### Auszeichnungen für Musikverkäufe
| Land/RegionAuszeichnungen für Musikverkäufe (Land/Region, Auszeichnungen, Verkäufe, Quellen) | Silber     | Gold       | Platin         | Diamant     | Verkäufe   | Quellen              |
| -------------------------------------------------------------------------------------------- | ---------- | ---------- | -------------- | ----------- | ---------- | -------------------- |
| Australien (ARIA)                                                                            | —          | 6× Gold6   | 34× Platin34   | —           | 2.590.000  | aria.com.au          |
| Belgien (BRMA)                                                                               | —          | 3× Gold3   | 4× Platin4     | —           | 165.000    | ultratop.be          |
| Brasilien (PMB)                                                                              | —          | 3× Gold3   | 7× Platin7     | 3× Diamant3 | 820.000    | pro-musicabr.org.br  |
| Dänemark (IFPI)                                                                              | —          | 3× Gold3   | 14× Platin14   | —           | 1.105.000  | ifpi.dk              |
| Deutschland (BVMI)                                                                           | —          | 4× Gold4   | 2× Platin2     | Diamant1    | 2.600.000  | musikindustrie.de    |
| Finnland (IFPI)                                                                              | —          | Gold1      | —              | —           | 20.000     | Einzelnachweise      |
| Frankreich (SNEP)                                                                            | —          | 4× Gold4   | 2× Platin2     | 2× Diamant2 | 1.537.666  | snepmusique.com      |
| Irland (IRMA)                                                                                | —          | —          | Platin1        | —           | 15.000     | Einzelnachweise      |
| Italien (FIMI)                                                                               | —          | 3× Gold3   | 19× Platin19   | —           | 1.050.000  | fimi.it              |
| Japan (RIAJ)                                                                                 | —          | 6× Gold6   | 2× Platin2     | —           | 250.000    | riaj.or.jp JP2       |
| Kanada (MC)                                                                                  | —          | 5× Gold5   | 28× Platin28   | Diamant1    | 3.240.000  | musiccanada.com      |
| Mexiko (AMPROFON)                                                                            | —          | 2× Gold2   | 5× Platin5     | —           | 360.000    | amprofon.com.mx      |
| Neuseeland (RMNZ)                                                                            | —          | 2× Gold2   | 30× Platin30   | —           | 870.000    | radioscope.co.nz NZ2 |
| Niederlande (NVPI)                                                                           | —          | Gold1      | 3× Platin3     | —           | 130.000    | nvpi.nl              |
| Norwegen (IFPI)                                                                              | —          | 5× Gold5   | 13× Platin13   | —           | 810.000    | ifpi.no              |
| Österreich (IFPI)                                                                            | —          | 3× Gold3   | 2× Platin2     | —           | 105.000    | ifpi.at              |
| Philippinen (PARI)                                                                           | —          | —          | 2× Platin2     | —           | 30.000     | Einzelnachweise      |
| Polen (ZPAV)                                                                                 | —          | 3× Gold3   | 12× Platin12   | Diamant1    | 850.000    | olis.pl              |
| Portugal (AFP)                                                                               | —          | 3× Gold3   | 8× Platin8     | —           | 95.000     | Einzelnachweise      |
| Schweden (IFPI)                                                                              | —          | Gold1      | 8× Platin8     | —           | 340.000    | sverigetopplistan.se |
| Schweiz (IFPI)                                                                               | —          | 2× Gold2   | 4× Platin4     | —           | 140.000    | hitparade.ch         |
| Singapur (RIAS)                                                                              | —          | —          | 5× Platin5     | —           | 50.000     | rias.org.sg          |
| Spanien (Promusicae)                                                                         | —          | 3× Gold3   | 10× Platin10   | —           | 630.000    | elportaldemusica.es  |
| Südkorea (KMCA)                                                                              | —          | —          | 2× Platin2     | —           | —          | circlechart.kr       |
| Vereinigte Staaten (RIAA)                                                                    | —          | 5× Gold5   | 36× Platin36   | Diamant1    | 48.500.000 | riaa.com             |
| Vereinigtes Königreich (BPI)                                                                 | 7× Silber7 | 5× Gold5   | 13× Platin13   | —           | 10.565.000 | bpi.co.uk            |
| Insgesamt                                                                                    | 7× Silber7 | 73× Gold73 | 266× Platin266 | 9× Diamant9 |            |                      |